# ابن البيدق العجلوني
أبو بكر بن محمد بن محمد العجلوني الصالحي (هـ - 899هـ)  وكنيته ابن البيذق، هو قاضٍ حنبلي دمشقي، ناب في حكم دمشق وأفتى وكان ذا سيرة حسنة.

## حياته
حفظ القرآن، ثم تلقّى العلم من علاء الدين المرداوي والنظام بن مفلح وابن المفلح، وكان ابن البيدق من أهل الفضل وأعيان الحنابلة، خطب بالجامع المظفري ودرّسَ بمدرسة الشيخ أبي عمر، وكانت له خَلْوةٌ بالمدرسة الضيائية، توفيَ بالروضة بسفح قاسيون يومَ 3 أو 12 من ذي الحجة، سنة 899هـ.